# Evangelische Kirche (Stipshausen)

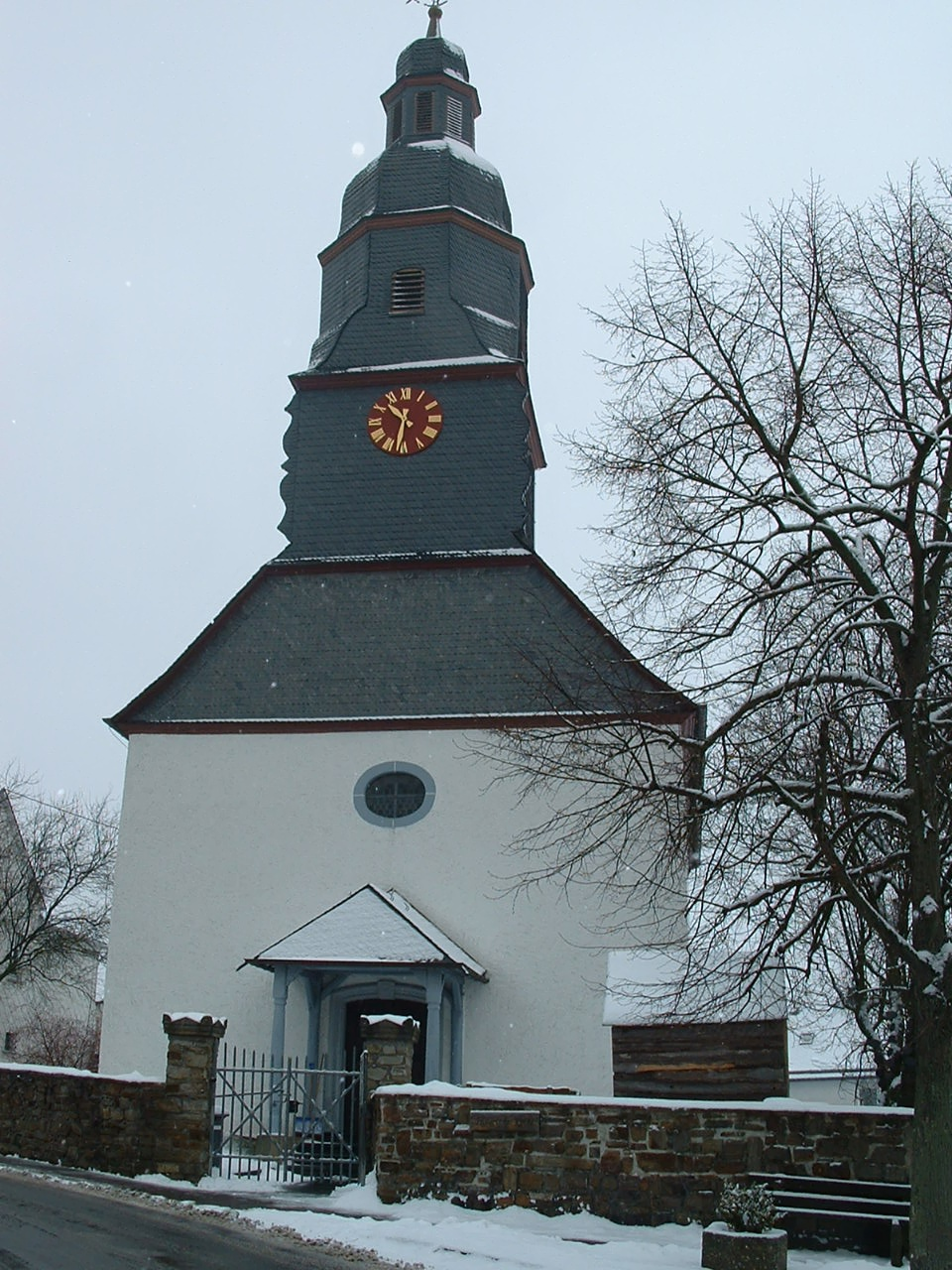
Kirche von Westen

Die Evangelische Kirche Stipshausen  (im Hunsrück) ist eine Kirche in Stipshausen, einer Gemeinde im Landkreis Birkenfeld in Rheinland-Pfalz. Sie gehört zur Kirchengemeinde  Hottenbach-Stipshausen im Kirchenkreis Trier der Evangelischen Kirche im Rheinland. Der Saalbau aus dem 18. Jahrhundert ist mit Emporen, Kanzel und einer Orgel der Orgelbauerfamilie Stumm ausgestattet. Die Kirche ist zusammen mit der Kirche in Schauren die besterhaltene dieser sehr originellen und etwas eigenwilligen Hunsrückkirchen.

## Geschichte

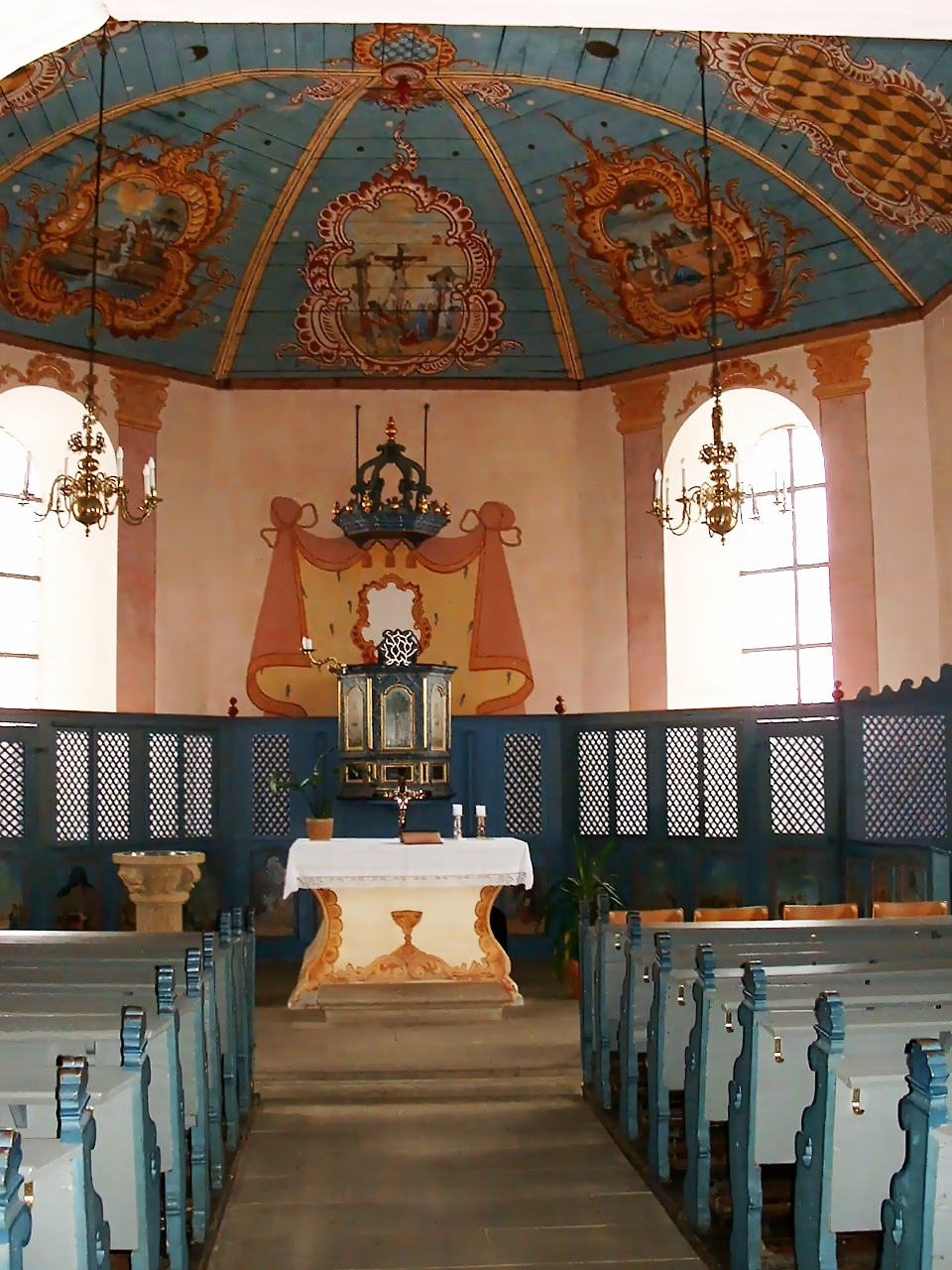
Innenraum

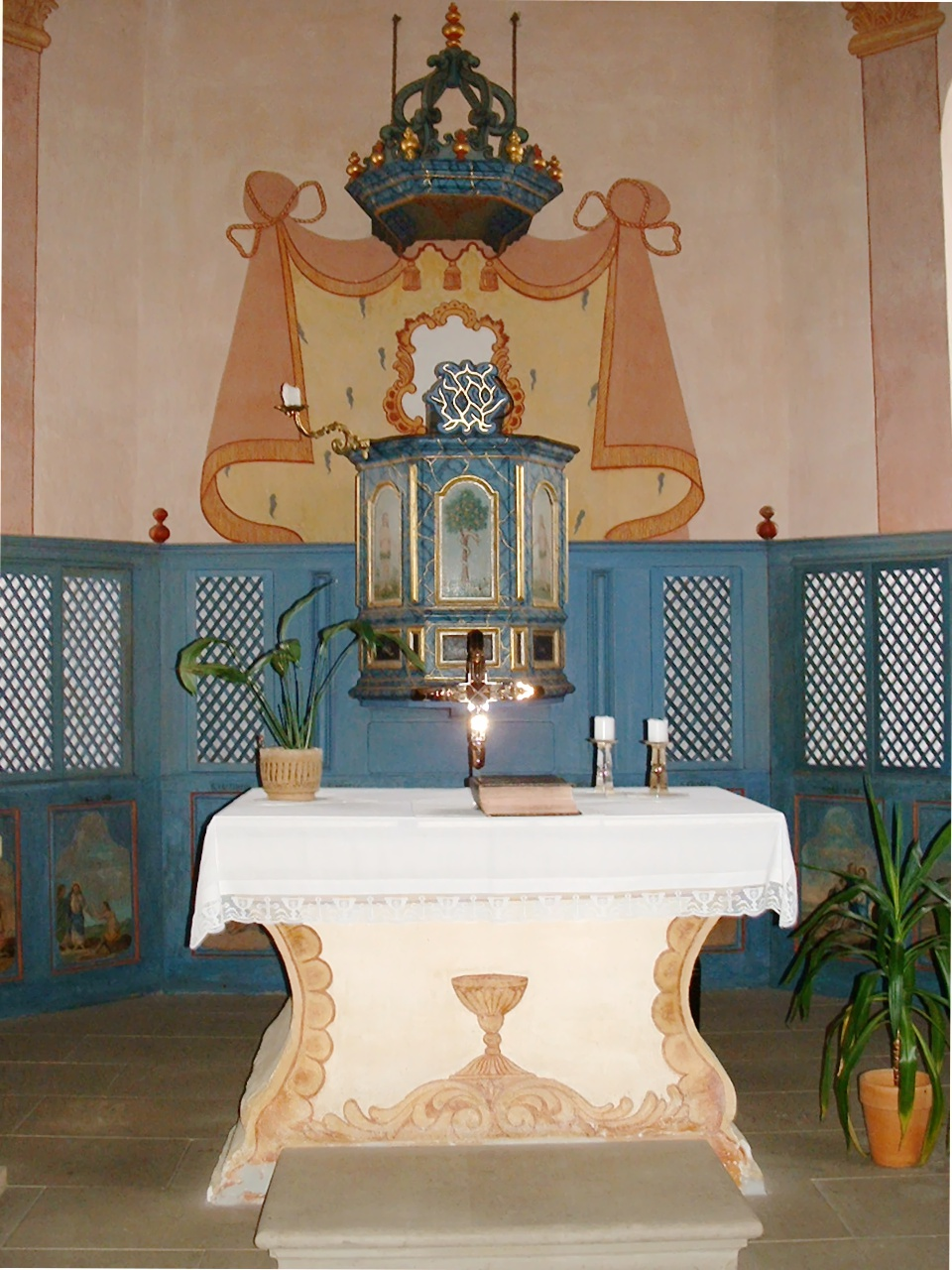
Altar und Kanzel

Eine dem heiligen Antonius geweihte Kapelle ist durch einen Ablass, wahrscheinlich zugunsten ihrer Erbauung, nachgewiesen. Stipshausen war seit 1504 eine eigene Pfarrei, ab 1567 mit der reformierten Pfarrei Rhaunen verbunden. Nachdem 1560 in Rhaunen die Reformation eingeführt worden war, versorgte der dortige Pfarrer Stipshausen mit. Das Verhältnis war aber nie konfliktfrei. 1714 baten die Untertanen den Kollator, Graf Cratz von Scharfenstein, von dem Hottenbacher Pfarrer betreut zu werden.
Während der Zeit der französischen Besatzung in der Reunionszeit erklärten diese die Antonius-Kapelle 1686 zur Simultankirche. Die Katholiken durften die Kirche jedoch nur für Beerdigungen nutzen. Das Simultaneum wurde erst durch den Neubau der evangelischen Kirche 1778/79 und den 1781 erfolgten Bau einer katholischen Kapelle aufgelöst.
1819 ordnete die preußische Regierung in Trier die pfarramtliche Verbindung von Stipshausen und Hottenbach an, 2012 haben die beiden Kirchengemeinden dann fusioniert.
In Hottenbach und Stipshausen wirkte der bekannte Pfarrer, Politiker und Präses der rheinischen Provinzialsynode Albert Hackenberg.

## Architektur und Ausstattung

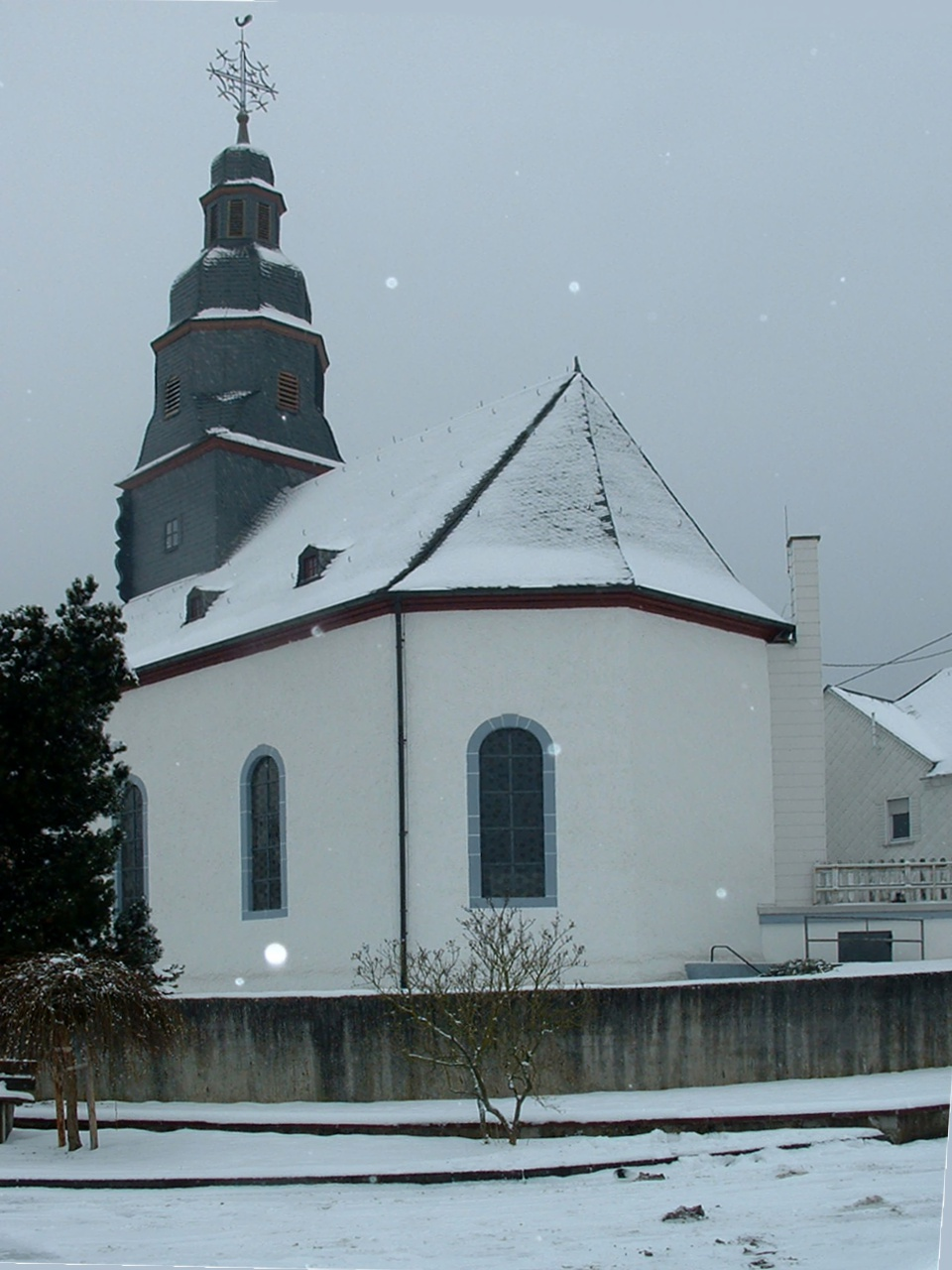
Kirche von Südosten

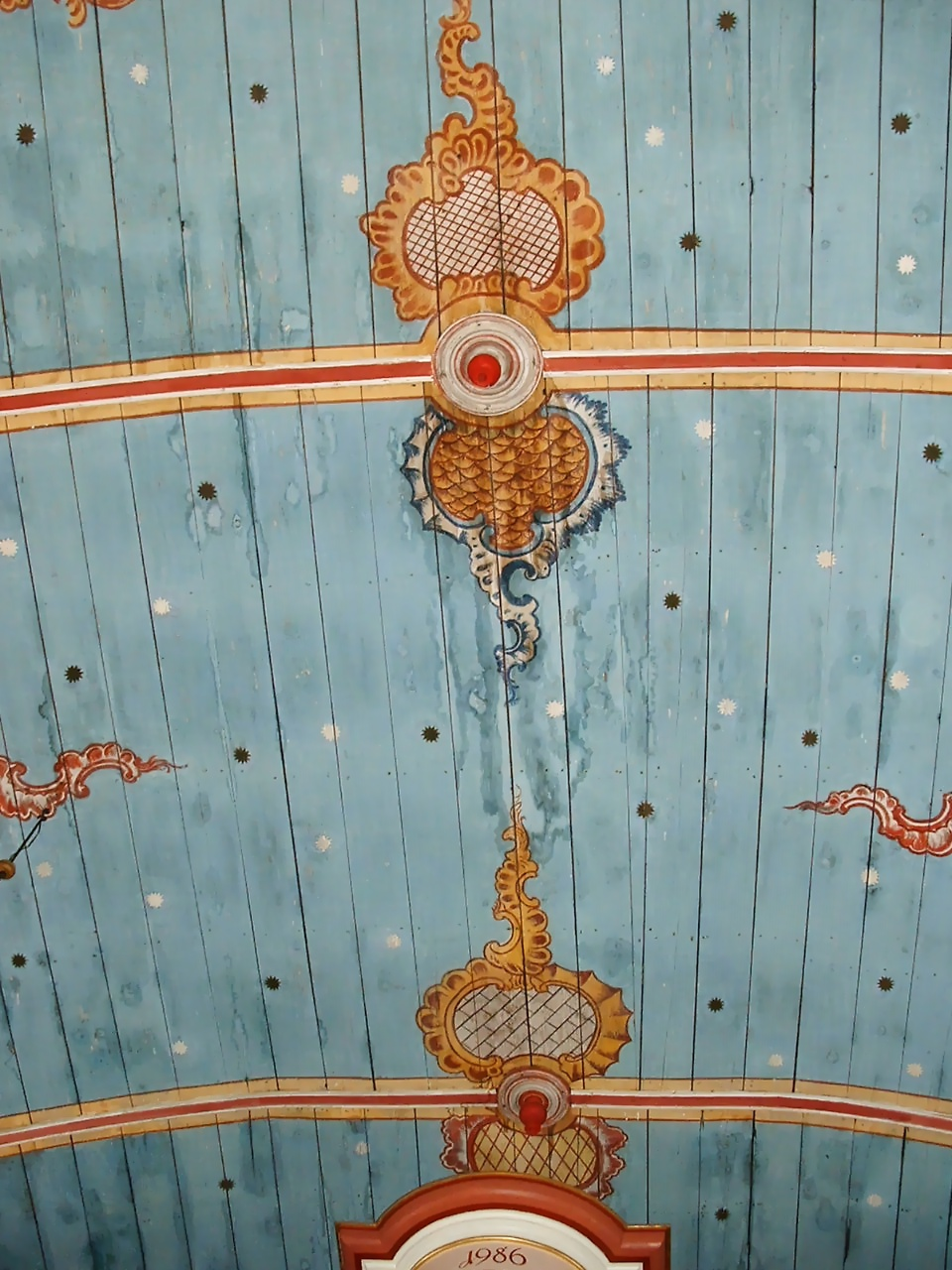
Decke des Kirchenschiffs

Das 1744 erbaute Kirchenschiff der Saalkirche ist ein geosteter Bruchsteinbau, 14,70 m lang, 8,20 m breit und 5,25 m hoch. Er besitzt einen mehrgeschossigen verschieferten Dachreiter mit kleiner Vorhalle. Von der Architektur her ist sie mit den Kirchen der Nachbardörfer vergleichbar. Die tonnengewölbte Holzdecke im Inneren und die Emporenbrüstung ist im Stil des Hunsrücker Bauernbarocks bemalt, der – für eine evangelische Kirche ungewöhnlich – Anklänge an den Bayrische und Tiroler Stilelemente zeigt.
Bei der Renovierung von 1955 unter der Leitung des Baurats Heinrich Otto Vogel wurde die Kirche umfassend renoviert, die Veränderungen des 19. Jahrhunderts wurden beseitigt und dabei wurde ihre ursprüngliche Farbfassung weitgehend wiederhergestellt. Zu beiden Seiten der rundbogigen Fenster wurden gemalte Pilaster mit toskanischen Kapitellen freigelegt, auf denen die bemalte Holzdecke nun wieder aufruht. Weiterhin konnten einige Gemälde wieder freigelegt werden, unter anderem ein Lutherbild an der Südwand der Kirche. Presbytergestühl, Kirchenbänke, Kanzel und Empore waren seit dem 19. Jahrhundert bis 1955 mit brauner Ölfarbe überzogen. Der für die Restaurierung der Holzdecke nach Stipshausen geholte Restaurator Willi Diernhöfer fand durch Zufall an der Kanzel unter der Bemalung ein Partikelchen echtes Blattgold und suchte danach nach weiteren Farbresten. Beim bereits abgebauten und zur Versteigerung als Brennholz vorgesehenen Presbytergestühl kamen wie auch bei der Kanzel, den Kirchenbänken und den Emporen nach dem Entfernen der braunen Ölfarbe dekorative und figurale Malereien zum Vorschein, die in kräftigen Farbtönen Wände und Decke überziehen. An der Decke des Langhauses sind auf blauen Grund gemalte Roncaillekartuschen, im Chor sind figürliche Darstellungen der Taufe im Jordan, der Kreuzigung und der Himmelfahrt. Das Oberteil des Presbytergestühls wurde 1955 größtenteils rekonstruiert. Die Kanzel mit Darstellung des Sündenfalls und einem kronenartigen Schalldeckel wurde 1955 wieder über den Sandsteinaltar zurückversetzt. An der Brüstung der Orgelempore im Westen der Kirche befinden sich Brustbilder des „Salvator Mundi“ und der Zwölf Apostel.
2014 erhielt die Kirche zwei Kirchenfenster, die von den Stipshausener Edelsteingestaltern Bernd und Tom Munsteiner angefertigt wurden und die ganz aus Achat bestehen.

## Orgel

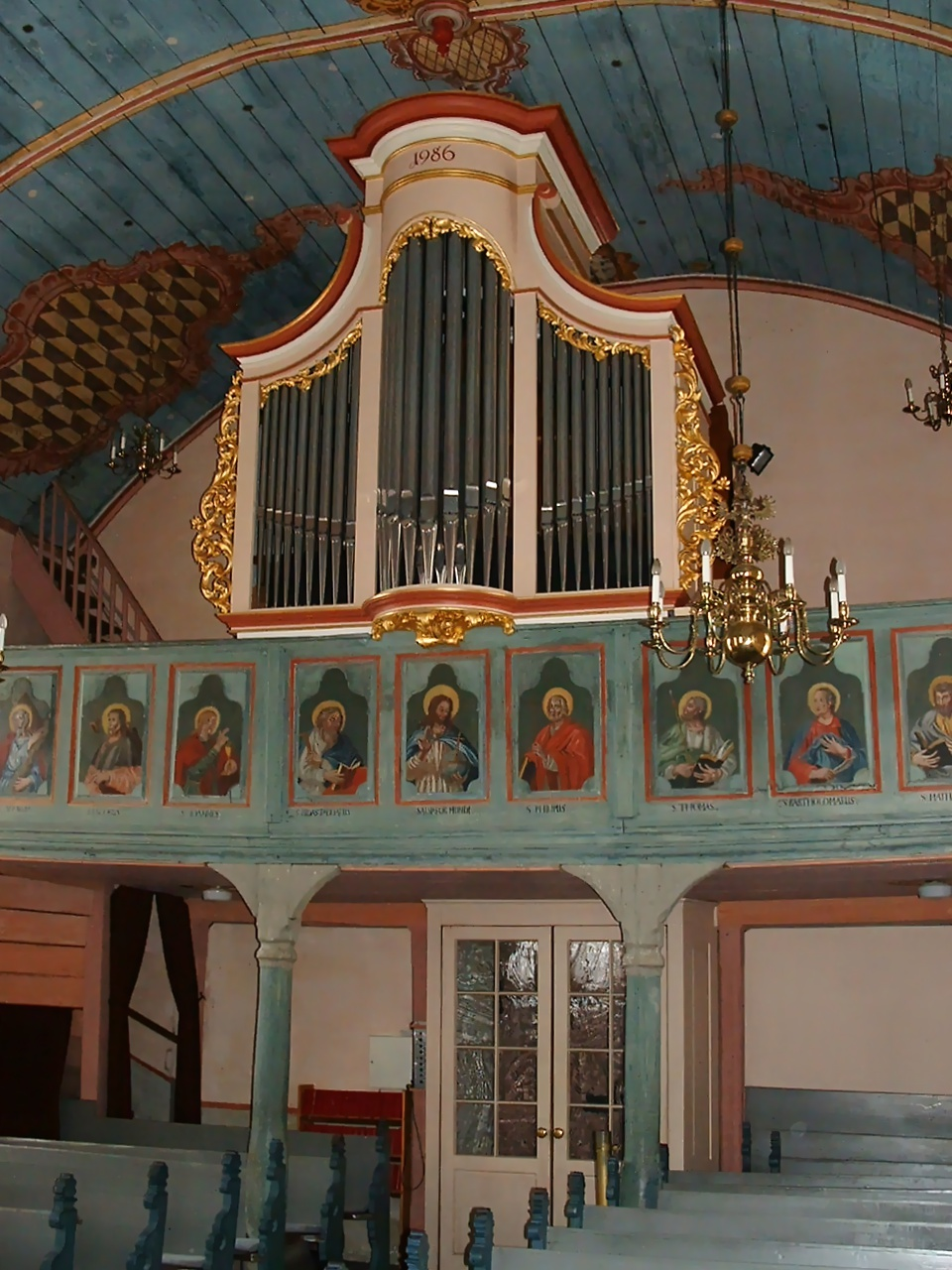
Stumm-Orgel von 1861

Die Stumm-Orgel von 1861 auf der Westempore mit klassizistischem Gehäuse, Schleifladen und mechanischer Traktur verfügt über 10 Register, die auf ein Manual und Pedal verteilt sind. 1985/86 erfolgte eine Renovierung, Wiederinstandsetzung und Umsetzung von der Ost- auf die Westempore durch die Firma Orgelbau Weimbs.
| I Hauptwerk C–c3 |       |
| Principal        | 8′    |
| Bordun           | 8′    |
| Gamba            | 8′    |
| Octav            | 4′    |
| Harmonika        | 4′    |
| Flaut            | 4′    |
| Octav            | 2′    |
| Mixtur III       | 1 ⁄2′ |

| Pedal C–d1 |     |
| Subbaß     | 16′ |
| Octavbaß   | 8′  |

- Koppel: I/P

## Glocken
Aus dem Vorgängerbau wurde eine 1492 gegossene Glocke übernommen.

## Nutzung
Die Kirchengemeinde Hottenbach-Stipshausen ist eine selbständige Kirchengemeinde und seit 2011 mit den Kirchengemeinden Rhaunen-Hausen und Sulzbach pfarramtlich verbunden. Im Pfarrverbund sind sieben Kirchen und neun Predigtstellen vorhanden. In der Kirche finden vereinzelt Konzerte statt.